# マデリン・ランカスター

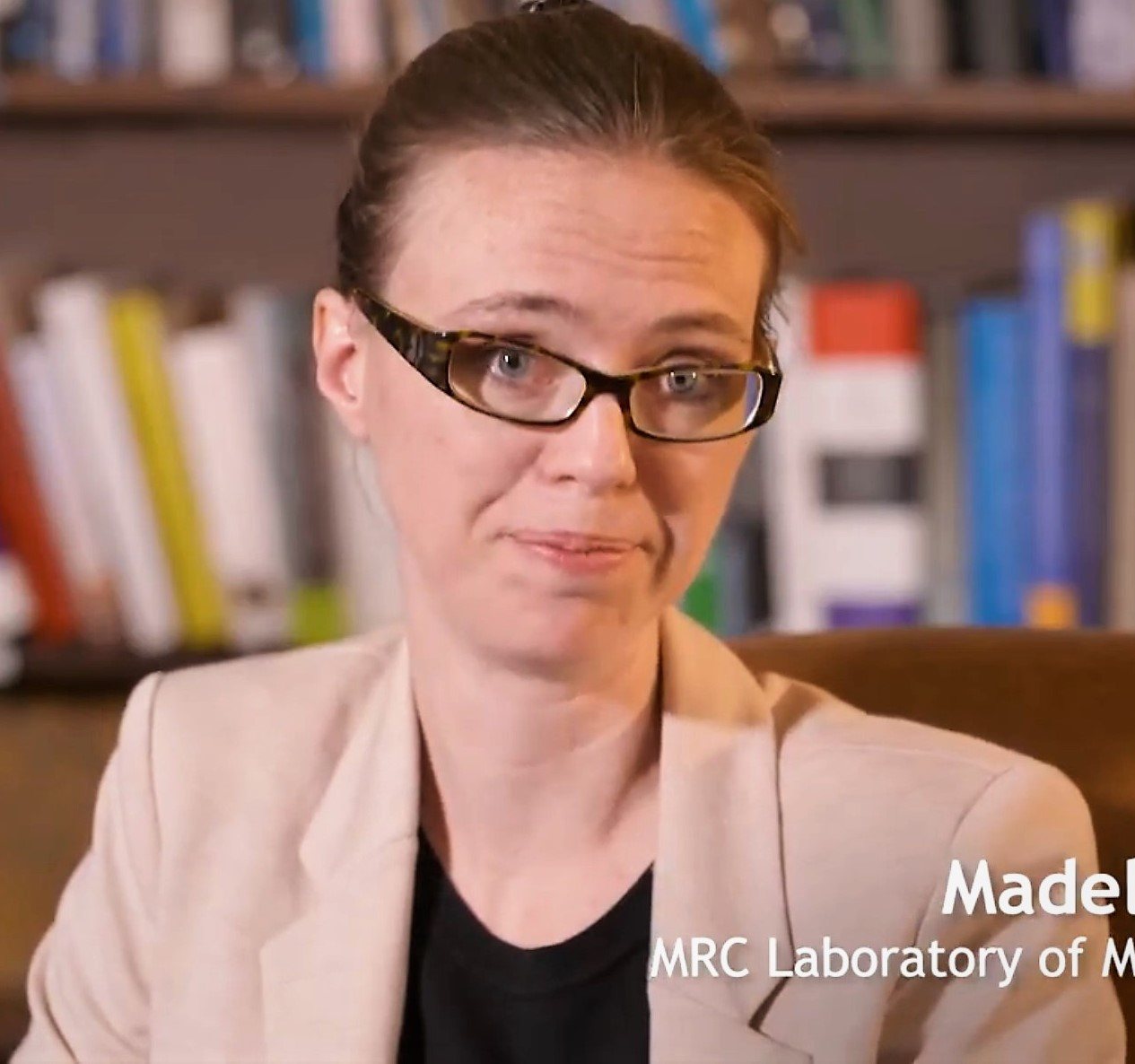
バイオロジスツ出版社主催のワークショップにて（2018年）

マデリン・ランカスター（Madeline Lancaster）は、神経発生、脳病理医学を研究している米国の発生生物学者である。
英国ケンブリッジにあるイギリス医学研究審議会（MRC）分子生物学研究所（LMB）でグループリーダーを務めている。

## 学歴
2000年から2004年までロサンゼルスのオクシデンタル大学で生化学を専攻。その後、2010年にカリフォルニア大学サンディエゴ校のジョセフ・グレッソン（Joseph Gleeson）博士のもとで博士号を取得した。

## キャリア・研究
ランカスターは、オーストリア・ウィーンの分子生物工学研究所のユルゲン・クノブリッヒの研究室でポスドクを務めた。この研究は、欧州分子生物学機構(EMBO)、Helen Hay Whitney Foundation、Marie Sklodowska-Curie Actionsからの研究奨学金の支援を受けて行われ、脳オルガノイドの技術開発に取り組んだ。
2015年、LMBの細胞生物学部門に加わり、現在、ヒトの脳の進化の生物学的プロセスを研究する研究グループを率いている。また、小頭症や大脳症など、脳の大きさの異常によって引き起こされる神経疾患についても研究している。研究室では、脳オルガノイドシステムを用いて、様々な生物種における脳の発達に遺伝子がどのような影響を与えるかを研究している。

## 受賞・栄典
2014年にエッペンドルフ・アワード・フォー・ヤング・ユーロピアン・インベスティゲーターを受賞した。翌年、「Growing mini brains to discover what makes us human」と題したTEDトークを行った。2017年にセル・サイエンス誌によって注目すべき細胞科学研究者に選ばれた。